# Ровински, Самуэль
Самуэль Ровински Груско (Самуил Ровинский Грушко, исп. Samuel Rovinski Gruszco; 1932, Сан-Хосе — 31 августа 2013, Коста-Рика) — коста-риканский писатель
 и драматург, автор пьес, романов, рассказов и эссе, сценарист кино и телевидения. По профессии инженер-строитель.

## Биография
Самуэль Ровински Грушко учился в начальной и средней школе в Сан-Хосе и получил степень в области гражданского строительства в Национальном автономном университете Мексики. Ровински основал успешную строительную компанию в Коста-Рике, но затем полностью посвятил себя литературной работе и известен стал как член интеллектуального сообщества Коста-Рики.
Самуэль Ровински преподавал в университете и выполнял важные официальные задания, связанные с культурной и дипломатической деятельностью. Он входил в руководство Национальной системы радио и телевидения Коста-Рики и Центральноамериканского института аудиовизуального образования (ICEA). В течение ряда лет он занимал должность директора Национального театра Коста-Рики. В 1998 году став членом Коста-риканской академии языка, сменив Исаака Фелипе Асофейфу. Умер 31 августа 2013 года.

## Творчество
В Коста-Рике Ровински считают одним из самых выдающихся драматургов в истории страны за множество написанных им пьес. Его пьесы неоднократно ставились как на родине, так и за рубежом.
«Атлантида» (La Atlántida) — пьеса в трёх действиях, написанная в 1960 году и удостоенная почётной награды на Литературном конкурсе Центральной Америки (Juegos Florales Centroamericanos), проходившем в Гватемале в 1960 году. «Агитаторы» (Los agitadores) 1964 года также удостоились почётного приёма. Сатира «Правительство в спальне» (Gobierno de alcoba), поставленная в 1967 году в Национальном театре режиссёрами Андресом Саенсом и Даниэлем Гальегосом, изображает, как диктаторы разного толка манипулируют народами своих стран. В 1969 году были поставлены пьесы автора «Лабиринт» (El laberinto, 1967) и «Ищейки Пасо-Анчо» (Las fisgonas de Paso Ancho, 1971). Пьеса Ровински «Мученичество пастора» (El Martirio del Pastor, 1985) была поставлена в 1988 году в Общественном театре Нью-Йорка. Среди других театральных произведений Ровински следует вспомнить «Модель Розауры» (Un modelo para Rosaura, 1974/1975), «Gulliver dormido» (Спящий Гулливер, 1985) и «Бытие» (Genesis, 2007).
Не менее богато его прозаическое творчество, куда входят такие сборники рассказов, романы и другие произведения, как «Час потерянных» (La hora de los vencidos, 1963), «Куэнто-Кресент» (Cuento creciente, 1964), «Пагода» (La pagoda, 1968), «Кастовая церемония» (Ceremonia de casta, 1976), «Еврейские рассказы моей земли» (Cuentos judíos de mi tierra, 1982), «Наследие теней» (Herencia de sombras, 1993), «Сладкий вкус мести» (El dulce sabor de la venganza, 2000). Некоторые его работы переведены на английский, французский и немецкий языки и включены в антологии.

## Наследие
Его литературное творчество было удостоено Национальной премии Акилео Х. Эчеверриа в области театра, рассказа и романа.
Пьеса «Ищейки Пасо-Анчо» была адаптирована в телесериал и серию комиксов, нарисованных Уго Диасом Хименесом.